# Lagerstroemia cochinchinensis
Lagerstroemia cochinchinensis är en fackelblomsväxtart som beskrevs av Jean Baptiste Louis Pierre och Jean Marie Antoine de Lanessan. Lagerstroemia cochinchinensis ingår i släktet Lagerstroemia och familjen fackelblomsväxter. Inga underarter finns listade i Catalogue of Life.